# Chhintang
Chhintang (nepalski: छिन्ताङ) – gaun wikas samiti we wschodniej części Nepalu w strefie Kośi w dystrykcie Dhankuta. Według nepalskiego spisu powszechnego z 2001 roku liczył on 1556 gospodarstw domowych i 9088 mieszkańców (4583 kobiet i 4505 mężczyzn).